# Кечулетешть
Кечулетешть, Кечулетешті (рум. Căciulătești) — село у повіті Долж в Румунії. Входить до складу комуни Добрешть.
Село розташоване на відстані 180 км на захід від Бухареста, 44 км на південь від Крайови.

## Населення
За даними перепису населення 2002 року у селі проживали 617 осіб, з них 616 осіб (99,8%) румунів. Рідною мовою 616 осіб (99,8%) назвали румунську.